# Kurkkiojärvi, Norrbotten
Kurkkiojärvi är en sjö i Pajala kommun i Norrbotten och ingår i Kalixälvens huvudavrinningsområde.